# سیارک ۱۶۱۸۹
سیارک ۱۶۱۸۹ (به انگلیسی: 16189 Riehl، نامگذاری:2000AT187) شانزده هزار و صد و هشتاد و نهمین سیارک کشف شده‌است که در ۸ ژانویه ۲۰۰۰ کشف شد.
قدر مطلق سیارک برابر ۲۰.۴ است.